# Marguerite Pindling
Pour les articles homonymes, voir Pindling.
Dame Marguerite Pindling, née McKenzie le 26 juin 1932 à Long Bay Caysn, est une femme d'État bahaméenne. Elle est gouverneur général des Bahamas du  8 juillet 2014 au 28 juin 2019. Elle est la veuve de Lynden Pindling.

## Biographie
Marguerite McKenzie naît à Reuben et Viola McKenzie à South Andros le 26 juin 1932. Elle s’installe à Nassau en 1946 pour vivre avec sa sœur et fréquente la Western Senior School. Elle devient ensuite l'assistante du photographe Stanley Toogood.
Peu de temps après, elle rencontre Lynden Pindling, qui est Premier ministre des Bahamas de 1969 à 1992. Le couple se marie le 5 mai 1956 et reste marié jusqu'à la mort de Lynden Pindling le 26 août 2000. Ils ont quatre enfants. 
Elle est nommée dame grand-croix de l'ordre de Saint-Michel et Saint-Georges en 2014.